# Danmarks runeindskrifter 370
DR 370 är en vikingatida (1050-1150) runsten av röd sandsten i Aaker, Aakers socken och Bornholms kommun. Stenen hittades år 1624 och läggs i en bro, sedan glömdes den till 1819. Stenen står i Åkirkeby kyrkas vapenhus, där finns även DR 371. I kyrkan finns medeltida dopfunten DR 373, signerat av Sigraiv.

## Inskriften
Translitterering av runraden:
þurfastr : auk : þurils : auk : bufi : þiʀ : satu : kuml : þusi : aftiʀ : -... ...f : auk : buruþʀ : kuþ : habi : ota : þisa : auk : kus : muþʀ : sartr : rist : ret
Normalisering till rundanska:
Þorfastr ok Þorgisl ok Bofi þeʀ sattu kumbl þøsi æftiʀ ... ... ok Broþiʀ/Broþoʀ. Guþ hialpi anda þæssa ok Guþs moþiʀ. Svartr rest ret.
Översättning till nusvenska:
Torfast och Troels och Bove satte dessa minnesmärken efter … och Broder. Gud och Guds moder hjälpe deras andar. Svart ristade rätt.
Formen buruþʀ återspeglar ordet 'broder' använt som personnamn. Ristarens namn tolkades tidigare som Særtr.